# Rajd Włoch 2008
Rezultaty Rajdu Sardynii (5º Rally d'Italia Sardegna), szóstej eliminacji Rajdowych Mistrzostw Świata, w 2008 roku, który odbył się w dniach 16 maja-18 maja:

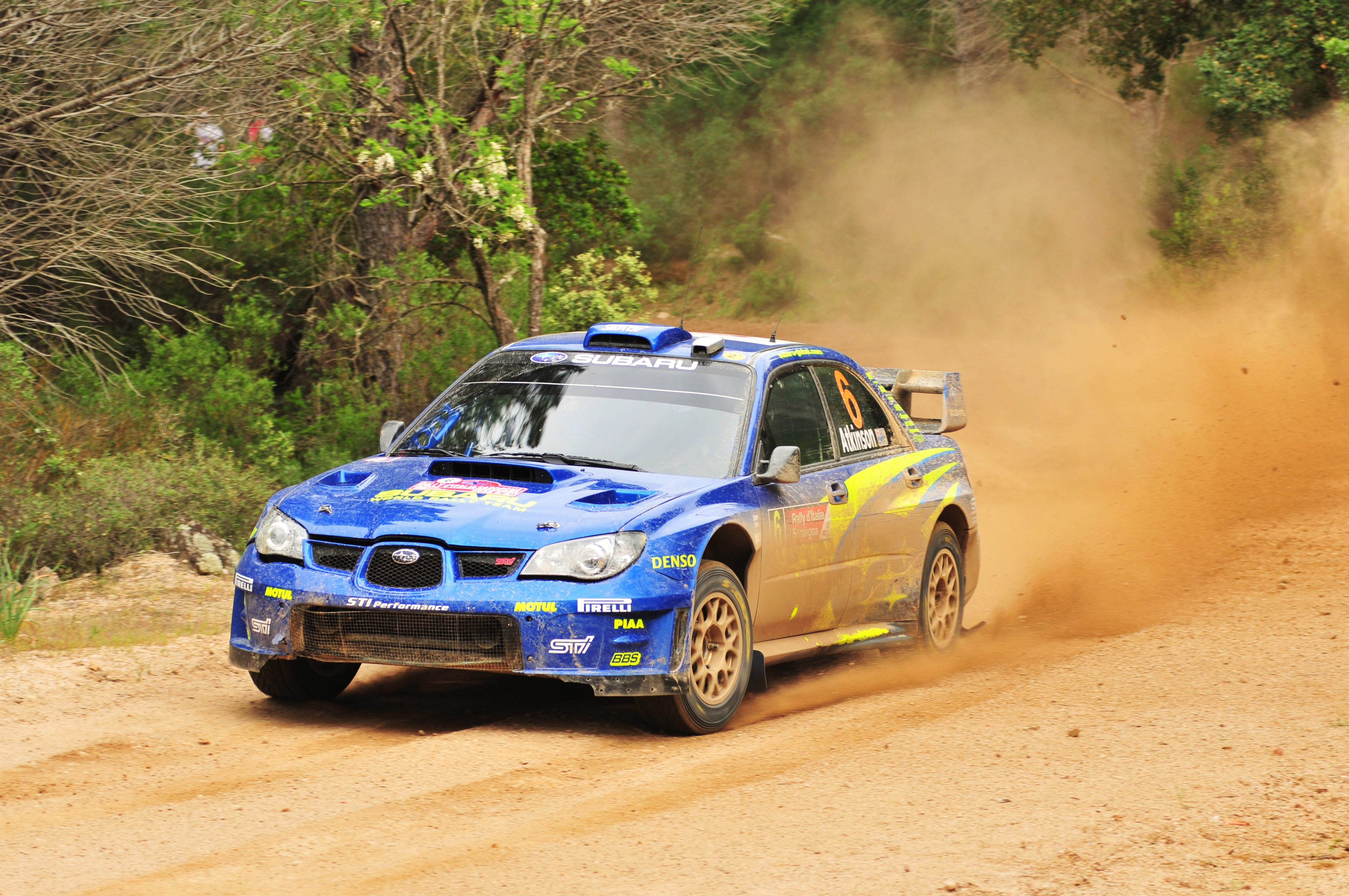
Chris Atkinson podczas rajdu

## Klasyfikacja ostateczna
| Msc.     | Kierowca              | Pilot                | Samochód               | Czas      | Strata   | Grupa | Punkty |
| WRC      | WRC                   | WRC                  | WRC                    | WRC       | WRC      | WRC   | WRC    |
| -------- | --------------------- | -------------------- | ---------------------- | --------- | -------- | ----- | ------ |
| 1.       | Sébastien Loeb        | Daniel Elena         | Citroën C4 WRC         | 3:57:17.2 | 0.0      | A8 M  | 10     |
| 2.       | Mikko Hirvonen        | Jarmo Lehtinen       | Ford Focus RS WRC 07   | 3:57:27.8 | +10.6    | A8 M  | 8      |
| 3.       | Jari-Matti Latvala    | Miikka Anttila       | Ford Focus RS WRC 07   | 3:57:32.5 | +15.3    | A8 M  | 6      |
| 4.       | Gigi Galli            | Giovanni Bernacchini | Ford Focus RS WRC 07   | 3:58:59.7 | +1:42.5  | A8 M  | 5      |
| 5.       | Dani Sordo            | Marc Marti           | Citroën C4 WRC         | 3:59:22.8 | +2:05.6  | A8 M  | 4      |
| 6.       | Chris Atkinson        | Stéphane Prévot      | Subaru Impreza WRC2007 | 4:02:25.8 | +5:08.6  | A8 M  | 3      |
| 7.       | Henning Solberg       | Cato Menkerud        | Ford Focus RS WRC 07   | 4:03:18.2 | +6:01.0  | A8 M  | 2      |
| 8.       | Per-Gunnar Andersson  | Jonas Andersson      | Citroën C4 WRC         | 4:03:38.5 | +6:21.3  | A8    | 1      |
| 9.       | Urmo Aava             | Kuldar Sikk          | Suzuki SX4 WRC         | 4:05:05.9 | +7:48.7  | A8 M  |        |
| JWRC     |                       |                      |                        |           |          |       |        |
| 1. (13.) | Michał Kościuszko     | Maciej Szczepaniak   | Suzuki Swift S1600     | 4:21:52.9 | 0.0      | A6    | 10     |
| 2. (14.) | Alessandro Bettega    | Simone Scattolin     | Renault Clio R3        | 4:26:17.8 | +4:24.9  | A7    | 8      |
| 3. (16.) | Aaron Nicolai Burkart | Michael Kölbach      | Citroën C2 S1600       | 4:32:14.6 | +10:21.7 | A6    | 6      |
| 4. (18.) | Shaun Gallagher       | Michael Morrissey    | Citroën C2 S1600       | 4:32:40.9 | +10:48.0 | A6    | 5      |
| 5. (19.) | Sébastien Ogier       | Julien Ingrassia     | Citroën C2 S1600       | 4:37:39.8 | +15:46.9 | A6    | 4      |
| 6. (25.) | Stefano Albertini     | Piercarlo Capolongo  | Renault Clio R3        | 4:38:01.7 | +16:08.7 | A7    | 3      |
| 7. (29.) | Patrik Sandell        | Emil Axelsson        | Renault Clio S1600     | 4:47:29.2 | +25:36.3 | A6    | 2      |
| 8. (31.) | Hans Weijs jr.        | Hans Van Goor        | Citroën C2 R2          | 4:48:07.7 | +26:14.8 | A6    | 1      |

1. ↑  Litera M przy oznaczeniu grupy do której należy samochód oznacza, iż tylko ci kierowcy zdobywali punkty dla swoich zespołów liczonych w klasyfikacji producentów na koniec sezonu.

## Zwycięzcy odcinków specjalnych
| Dzień | Odcinek | Nazwa            | Długość[km] | Zwycięzca                          | Czas    | Pr. śr.    | Lider rajdu        |
| ----- | ------- | ---------------- | ----------- | ---------------------------------- | ------- | ---------- | ------------------ |
| 1     | SS1     | Monte Corvos 1   | 16,43       | Jari-Matti Latvala Miikka Anttiila | 11:24.3 | 86,47 km/h | Jari-Matti Latvala |
| 1     | SS2     | Crastazza 1      | 33,96       | Sébastien Loeb Daniel Elena        | 23:56.1 | 85,14 km/h | Sébastien Loeb     |
| 1     | SS3     | Terranova 1      | 15,39       | Mikko Hirvonen Jarmo Lehtinen      | 10:48.3 | 44,39 km/h | Sébastien Loeb     |
| 1     | SS4     | Monte Corvos 2   | 16,43       | Gigi Galli Giovanni Bernacchini    | 11:07.3 | 88,68 km/h | Sébastien Loeb     |
| 1     | SS5     | Crastazza 2      | 33,96       | Sébastien Loeb Daniel Elena        | 23:21.4 | 87,26 km/h | Sébastien Loeb     |
| 1     | SS6     | Terranova 2      | 15,39       | Jari-Matti Latvala Miikka Anttiila | 10:30.9 | 87,8 km/h  | Sébastien Loeb     |
|       |         |                  |             |                                    |         |            |                    |
| 2     | SS7     | Punta Pianedda 1 | 18,53       | Mikko Hirvonen Jarmo Lehtinen      | 11:27.8 | 96,96 km/h | Sébastien Loeb     |
| 2     | SS8     | Monte Lerno 1    | 29,31       | Jari-Matti Latvala Miikka Anttiila | 19:46.3 | 88,97 km/h | Sébastien Loeb     |
| 2     | SS9     | Su Filigosu 1    | 19,46       | Jari-Matti Latvala Miikka Anttiila | 12:43.3 | 91,82 km/h | Sébastien Loeb     |
| 2     | SS10    | Punta Pianedda 2 | 18,53       | Jari-Matti Latvala Miikka Anttiila | 11:09.3 | 99,71 km/h | Sébastien Loeb     |
| 2     | SS11    | Monte Lerno 2    | 29,31       | Jari-Matti Latvala Miikka Anttiila | 19:19.9 | 90,96 km/h | Sébastien Loeb     |
| 2     | SS12    | Su Filigosu 2    | 19,46       | Jari-Matti Latvala Miikka Anttiila | 12:25.6 | 93,91 km/h | Sébastien Loeb     |
|       |         |                  |             |                                    |         |            |                    |
| 3     | SS13    | Monte Olia 1     | 19,28       | Mikko Hirvonen Jarmo Lehtinen      | 14:03.2 | 82,33 km/h | Sébastien Loeb     |
| 3     | SS14    | Sorilis 1        | 18,66       | Sébastien Loeb Daniel Elena        | 13:58.9 | 80,16 km/h | Sébastien Loeb     |
| 3     | SS15    | Monte Olia 2     | 19,28       | Jari-Matti Latvala Miikka Anttiila | 13:46.2 | 84,03 km/h | Sébastien Loeb     |
| 3     | SS16    | Sorilis 2        | 18,66       | Mikko Hirvonen Jarmo Lehtinen      | 13:45.0 | 81,43 km/h | Sébastien Loeb     |
| 3     | SS17    | Liscia Ruja      | 2,69        | Jari-Matti Latvala Miikka Anttiila | 1:54.8  | 84,21 km/h | Sébastien Loeb     |

## Kary
| Nr1 | Kierowca             | Punkt kontrolny | Powód                      | Czas |
| --- | -------------------- | --------------- | -------------------------- | ---- |
| 11 | Toni GARDEMEISTER    | TC 3C           | 4 min. spóźn. w TC 3C      | 40   |
| 12 | Per-Gunnar ANDERSSON | TC 3C           | 1 min. spóźn. w TC 3C      | 10   |
| 31 | Martin PROKOP        | TC 16A          | 2 min. spóźn. w TC 16A     | 20   |
| 34 | Andrea CORTINOVIS    | TC 2            | 2 min. spóźn. w TC 2       | 20   |
| 38 | Francesco FANARI     | TC 16C          | 7 min. spóźn. w TC 16C     | 1:10 |
| 44 | Hans WEIJS JR.       | TC 9C           | 5 min. spóźn. w TC 9C      | 50   |
| 44 | Hans WEIJS JR.       | TC 9            | 1 min. spóźn. w TC 9       | 10   |
| 45 | Kevin ABBRING        | TC 9C           | 2 min. spóźn. w TC 9C      | 20   |
| 45 | Kevin ABBRING        | TC 9            | 2 min. spóźn. w TC 3C      | 20   |
| 47 | Gilles SCHAMMEL      | TC 2            | 4 min. spóźn. w TC 2       | 40   |
| 71 | Giuseppe DETTORI     | TC 12A          | 1 min. spóźn. w TC 12A     | 10   |
| 76 | Moreno CENEDESE      | TC 12C          | 3 min. spóźn. w TC 12C     | 30   |
| 77 | Fabio FRISIERO       | TC 16           | 1 min. za wcześnie w TC 16 | 1:00 |
| 78 | Fabio MONTANARI      | TC 9            | 7 min. spóźn. w TC 9       | 1:10 |
| 79 | Francesco MARRONE    | SS 7            | falstart                   | 10   |
| 79 | Francesco MARRONE    | TC 11           | 3 min. LATE ATC TC 11      | 30   |
| 81 | Giammaria SERRA      | TC 4            | 2 min. spóźn. w TC 5       | 20   |
| 81 | Giammaria SERRA      | SS 9            | falstart                   | 10   |
| 83 | Alex RASCHI          | TC 9            | 14 min. spóźn. w TC 9      | 2:20 |
| 89 | Koray MURATOGLU      | TC 3            | 17 min. spóźn. w TC 3      | 2:50 |
| Jak czytać tabelę: TC – punkt pomiaru czasu (time control) SS – odcinek specjalny ((special stage) A – przegrupowanie (np. TC 12A) C – Wyjazd z parku serwisowego, np. (TC 3C) Dojazd do odcinka specjalnego: bez oznaczenia literowego (np. TC 9) 1Nr startowy |                      |                 |                            |      |

## Klasyfikacja po 6 rundach
Tabele przedstawiają tylko pięć pierwszych miejsc.

### Kierowcy
| Lp. | Kierowca           | Pkt |
| --- | ------------------ | --- |
| 1   | Mikko Hirvonen     | 43  |
| 2   | Sébastien Loeb     | 40  |
| 3   | Chris Atkinson     | 31  |
| 4   | Jari-Matti Latvala | 24  |
| 5   | Daniel Sordo       | 21  |

### Producenci
| Lp. | Producent                          | Pkt |
| --- | ---------------------------------- | --- |
| 1   | BP Ford Abu Dhabi World Rally Team | 71  |
| 2   | Citroën Total WRT                  | 64  |
| 3   | Subaru World Rally Team            | 42  |
| 4   | Stobart VK Ford Rally Team         | 34  |
| 5   | Munchi's Ford WRT                  | 16  |